# Brenchleys muskaatduif
Brenchleys muskaatduif (Ducula brenchleyi) is een vogel uit de familie der Columbidae (Duiven en tortelduiven). De wetenschappelijke naam van de soort werd als Carpophaga Brenchleyi in 1870 gepubliceerd door  George Robert Gray en vernoemd naar de ontdekker, de wereldreiziger Julius Brenchley (1816 – 1873). Het is een door jacht en habitatverlies kwetsbaar geworden vogelsoort die alleen voorkomt op de Salomonseilanden, een eilandengroep in het westelijk deel van de Grote Oceaan ten oosten van Nieuw-Guinea.

## Kenmerken
De vogel is 38 cm lang. Het is een vrij grote, slanke duif, van boven donkergrijs waarbij op de rug de veren geleidelijk lichter worden en de nek en de kruin lichter grijs gekleurd zijn. Van onder is de duif wijnkleurig rood, waarbij dit rood geleidelijk donkerder wordt tot kastanjebruin op de onderbuik.

## Verspreiding en leefgebied
Deze soort is endemisch op de eilanden Guadalcanal, Malaita en Makira en omliggende kleine eilandjes (Salomonseilanden), De leefgebieden van deze vogel liggen in ongerept tropisch bos tot op een hoogte van 700 meter boven zeeniveau, maar ook wel in secundair bos met vruchtendragende bomen en in grote tuinen.

## Status
Brenchleys muskaatduif heeft een beperkt verspreidingsgebied en daardoor is de kans op uitsterven aanwezig. De grootte van de populatie werd in 2021 door BirdLife International geschat op 1100 tot 20.000 volwassen individuen. De populatie-aantallen nemen af door jacht en habitatverlies. Het leefgebied wordt aangetast door ontbossing, waarbij natuurlijk bos plaats maakt voor intensief agrarisch gebruikt land. Om deze redenen staat deze soort als gevoelig op de Rode Lijst van de IUCN.